# Frédéric Affo
Frédéric Assogba Affo (* 1943 in Ouèdèmè, Glazoué, Département Collines, Kolonie Dahomey; † 3. Mai 2011 in Cotonou, Benin) war ein Politiker der Republik Dahomey sowie der Volksrepublik Benin, der unter anderem zwischen 1984 und 1987 Außenminister Benins war.

## Leben
Frédéric Affo absolvierte ein Studium am Institut d’étude du développement économique et social (IEDES) und nahm am Sturz des dreiköpfigen Präsidialrates von Hubert Maga, Justin Ahomadégbé und Sourou-Migan Apithy durch einen Putsch unter Führung von Major Mathieu Kérékou am 26. Oktober 1972 teil. Er engagierte sich als Funktionär der 1975 von Kérékou gegründeten Volksrevolutionären Partei Benins PRPB (Parti de la Révolution Populaire du Benin) und war Mitglied des Zentralkomitees der PRPB sowie Präfekt des Département Atlantique. Er engagierte sich zudem als Fußballfunktionär und war Präsident des in der Championnat National du Benin spielenden Fußballvereins Requins de l’Atlantique FC sowie als Nachfolger von Joseph I-Ioundokinnou zwischen 1975 und seiner Ablösung durch Moucharafou Gbadamassi 1977 Präsident des Nationalen Fußballverbandes FBF (Fédération Béninoise de Football). Er war zwischen 1982 und 1984 Botschafter in Kuba.
Nach seiner Rückkehr löste er 1984 Tiamiou Adjibadé als Außenminister und Minister für Kooperation (Ministre des Affaires Etrangères et de la Coopération) der Volksrepublik Benin ab und bekleidete dieses Ministeramt bis zum 13. Februar 1987, woraufhin der frühere Botschafter in den USA, Guy Landry Hazoumé, seine Nachfolge antrat. Bei dieser Kabinettsumbildung schied auch der Minister für Wirtschaft und Finanzen Hospice Antonio aus der Regierung aus, während Verkehrsminister Gado Giriguissou und Handelsminister Souley Dankoro ihre Ämter tauschten. Der 1982 aus dem Kabinett ausgeschiedene Martin Dohou Azonhiho kehrte in die Regierung zurück und übernahm das Amt als Minister für ländliche Entwicklung und Genossenschaften.